# 찰리 애들러
찰리 애들러(Charlie Adler, 1956년 10월 2일 ~ )는 미국의 배우이자 성우이다.

## 영화
- 앨빈의 모험
- 인어 공주 (1989년 영화)
- 욕심쟁이 오리 아저씨 - 잃어버린 램프의 보물
- 코디와 생쥐 구조대
- 쿨 월드
- 알라딘 (1992년 영화)
- 날아라 삼총사
- 야러그래츠
- 샬롯의 거미줄 2: 윌버의 대모험
- 톰과 제리: 수퍼레이스
- 스튜어트 리틀 3
- 트랜스포머 (영화)
- 트랜스포머: 패자의 역습
- 트랜스포머: 달의 어둠
- 쿰바: 반쪽무늬 얼룩말의 대모험
- 빅 (2016년 영화)

## 애니메이션
- 개구쟁이 스머프
- 트랜스포머 (애니메이션)
- 개구쟁이 스머프 (1981년 애니메이션)
- 욕심쟁이 오리아저씨
- 타이니 툰
- 출동! 지구특공대
- 러그래츠
- 이크는 멋쟁이
- 보안관 삼총사
- 슈퍼소년 마이티맥스
- 원시소년 로크
- 고슴도치 소닉
- 스와트 캣츠
- 우당탕탕 로코와 친구들
- 마스크 (애니메이션 시리즈)
- 요술고양이 펠릭스
- 왓 어 카툰!
- 사이버탐험대 쟈니퀘스트
- 쾍 팩
- 스파이 독
- 죠니 브라보
- 천재소년 지미 뉴트론
- 리플레이스먼트 (애니메이션)
- 엘티그레 (애니메이션)
- 랜덤! 카툰스
- 냠냠 차우더
- 우리가족 마법사
- 울버린과 엑스맨
- 슈퍼 히어로 스쿼드
- 벤 10: 옴니버스
- 버블버블 인어친구들
- 피니와 퍼브
- 어벤져스 어셈블
- 톰과 제리 쇼
- 완다가 간다
- 얼티밋 스파이더맨 (애니메이션)
- 블레이즈와 몬스터 머신
- 라이온 수호대
- 네모바지 스폰지밥
- 스파이더맨 (2017년 애니메이션)

## 비디오 게임
- 폴아웃 (비디오 게임)
- 폴아웃 2
- 플레인스케이프: 토먼트
- 발더스 게이트 II: 섀도스 오브 암
- 스타 트렉 온라인
- 파이널 판타지 XIII-2
- 마블 히어로즈
- 라이트닝 리턴즈 파이널 판타지 XIII
- 레고 마블 어벤저스
- 레드 데드 리뎀션 2

## 실사 영화, TV 출연
- 핫 인 클리블랜드

## 보이스 감독
- 블레이즈와 몬스터 머신
- 브랏츠
- 버블버블 인어친구들
- 단테스 인페르노
- 천재소년 지미 뉴트론 (영화)
- 피니와 퍼브
- 러그래츠
- 이상한 바다의 플랩잭
- 리플레이스먼트 (애니메이션)
- 야러그래츠
- 쏜베리의 가족 탐험대 - 극장판
- 뉴 루니 툰